# Fidusværktøj
Fidusværktøj er værktøj, der er opfundet eller udviklet af en håndværker – først og fremmest til eget brug. Undertiden hænder det, at værktøjet er så funktionsdygtigt, at det sættes i produktion, hvorefter det ikke længere kan kaldes fidusværktøj.
Bellahøjjernet er et eksempel på, at en opfindelse gjort af en træsmed blot for egen bekvemmeligheds skyld, en tid lang er blevet sat i produktion.

## Ekstern Henvisning
http://www.baskholm.dk/haandbog/haandbog.html Arkiveret 16. september 2008 hos  Wayback Machine